# Ferdinand Rudio
Ferdinand Rudio (Wiesbaden, 2 de agosto de 1856 — Zurique, 21 de junho de 1929) foi um matemático alemão.
Foi diretor da Biblioteca do Instituto Federal de Tecnologia de Zurique. O grande mérito de Rudio foi ter iniciado o projeto de editar as obras completas de Leonhard Euler.